# Annabergit
Annabergit là một khoáng vật asenat chứa niken
asenat ngậm nước, Ni3(AsO4)2·8H2O, kết tinh trong hệ đơn tà và là đồng hình với vivianit và erythrit. Các tinh thể nhỏ và mao dẫn và hiếm khi bắt gặp, khoáng vật thường xuất hiện như là các khối hay bao vỏ cứng, mềm dạng đất. Màu lục táo là đặc trưng của nó. Nó đã được biết đến từ lâu (kể từ 1758) dưới tên gọi hoa niken; còn tên gọi annabergit do H. J. Brooke và W H. Miller đề xuất năm 1852, từ Annaberg ở Saxony, một trong các khu vực có khoáng vật này. Nó xuất hiện cùng quặng niken, trong đó nó là sản phẩm bị biến đổi. Một biến thể, có ở Creetown tại Kirkcudbrightshire, trong đó một phần niken bị thay thế bằng calci, từng dược gọi là dudgeonit, theo họ của P. Dudgeon, người đã tìm ra nó.

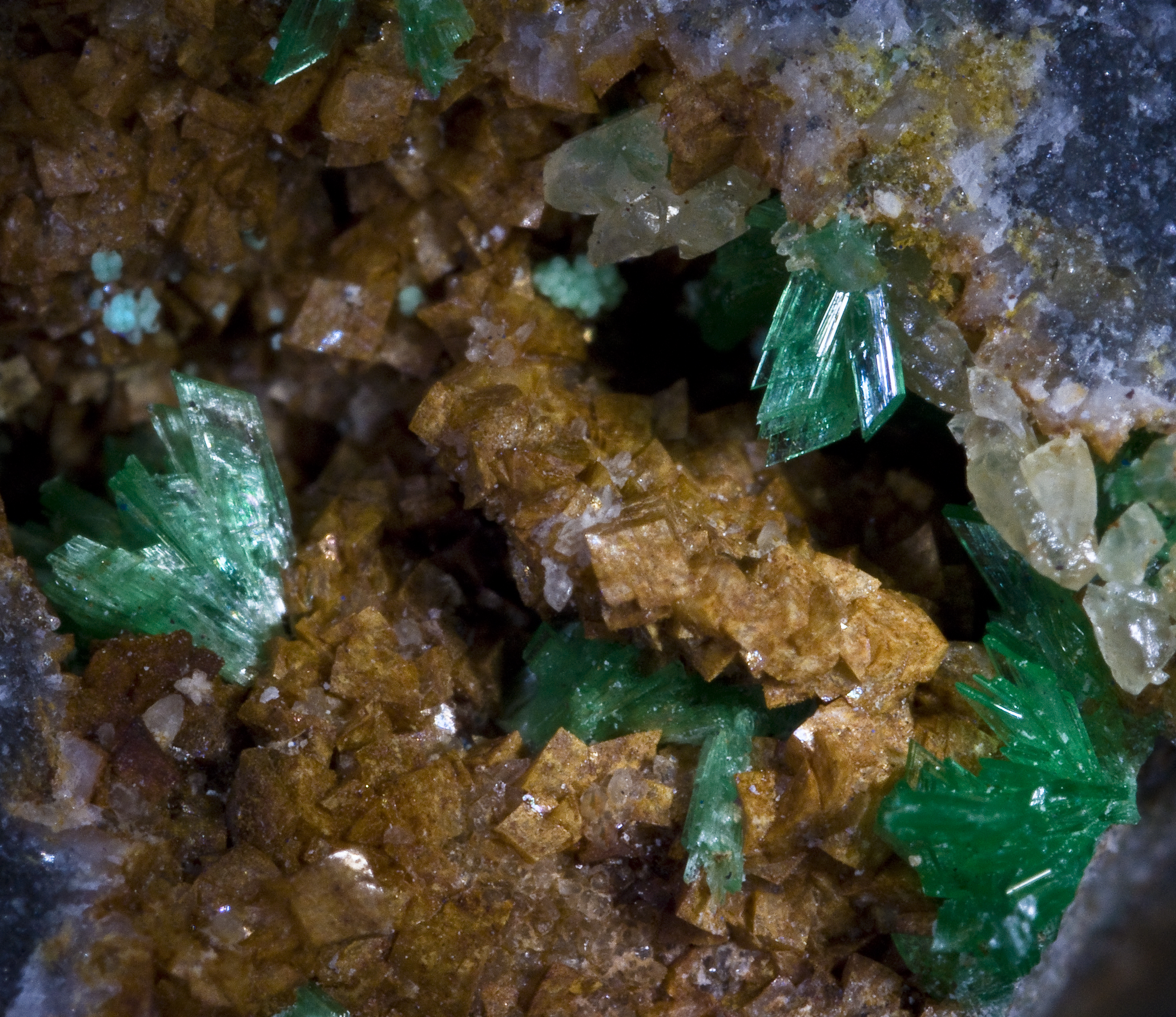
Annabergit từ Lavrion (Laurium), Hy Lạp.

Có quan hệ gần là cabrerit trong đó một phần niken bị thay thế bằng magiê. Nó được đặt tên theo Sierra Cabrera ở Tây Ban Nha, nơi nó được tìm thấy lần đầu.